# جی.دان فرگوسن
جی.دان فرگوسن (به انگلیسی: J. Don Ferguson) (زاده ۱۹۳۳-درگذشته ۱ اکتبر ۲۰۰۸ ) بازیگر آمریکایی بود. از فیلم‌های معروف او می‌توان به بی‌عشق و گریخت اشاره کرد.